# The Story & the Engine
"The Story & the Engine" é o quinto episódio da 15.ª temporada da série de ficção científica britânica Doctor Who, lançado originalmente através do BBC iPlayer e Disney+ em 10 de maio de 2025. Foi escrito por Inua Ellams e dirigido por Makalla McPherson.
No episódio, o alienígena viajante do tempo conhecido como o Doutor (Ncuti Gatwa) e sua acompanhante Belinda Chandra (Varada Sethu) ficam presos em uma barbearia em Lagos, Nigéria, que está sendo controlada por um homem chamado de "o Barbeiro" (Ariyon Bakare), que é na verdade um contador de histórias dos deuses que deseja eliminá-los depois de ser traído pelas divindades.
Com exceção das cenas de flashback, o episódio conta com um elenco inteiramente formado por pessoas de cor. Como seria muito caro filmar em Lagos, os cenários foram construídos em estúdio na cidade galesa de Cardiff. O episódio também conta com uma participação especial de Jo Martin como a Doutora Fugitiva, já que, segundo o showrunner da série, Russell T Davies, como a história explora a etnia do Doutor, ele queria inclui-la nela e mostrar que a personagem "ainda existe".
Recebeu avaliações positivas dos revisores, que destacaram especialmente o uso da etnia do Doutor e o roteiro de Ellams, mas que criticaram-no por não apresentar perigos discerníveis para o público até muito tarde na história.

## Enredo
O Doutor e Belinda Chandra chegam a Lagos, Nigéria, em 2019. Ele parte parte para visitar um amigo seu, Omo, que administra uma barbearia, enquanto Belinda permanece na TARDIS. Ao chegar, O Doutor descobre que Omo e vários outros desapareceram e, ao entrar na barbearia, fica preso lá dentro. Omo revela que uma figura misteriosa apelidada de "O Barbeiro" assumiu o controle e está fazendo com que ele e os outros homens desaparecidos contem histórias para acionar um motor. O Barbeiro está trabalhando ao lado de uma mulher chamada Abby, que o Doutor reconhece, mas não consegue identificar.
O Doutor fica chateado quando descobre que Omo contou ao Barbeiro sobre ele e tenta escapar abrindo a porta da barbearia, mas quase cai quando é revelado que a loja está nas costas de uma aranha colossal caminhando ao longo de uma teia enorme. O Barbeiro afirma que a loja existe tanto em Lagos quanto na aranha, e que apenas ele e Abby são capazes de sair. Belinda chega e também é selada lá dentro. O Doutor incita o Barbeiro a revelar sua identidade, e embora minta no início, dizendo que ele é a verdadeira identidade de muitos deuses diferentes, ele revela que é um contador de histórias que ajudou muitos deuses espalhando e preservando suas histórias usando a teia, também chamada de Nexus, que funcionou tão bem que logo os deuses o tiraram dela. O Doutor percebe que Abby é filha de Anansi, Abena, que ele abandonou enquanto estava em sua encarnação Fugitiva, e que ela se aliou ao Barbeiro para buscar vingança.
O Barbeiro revela que pretende alcançar o centro do Nexus para isolar todos os deuses da teia, matando-os, o que teria como efeito colateral a desestabilização da cultura humana. Abena, mudando de ideia, trança o cabelo do Doutor em um estilo que funciona como um mapa para o centro da fonte de energia do motor. O Doutor e Belinda conseguem reconfigurar o coração da máquina para permitir que o Doutor o alimente com sua própria "história sem fim", mas a energia é excessiva, e o motor começa a se autodestruir. O Doutor consegue convencer o Barbeiro a soltar as pessoas presas e, em seguida, o convence a escapar com elas. O motor é destruído e a barbearia volta ao normal.
Os homens desaparecidos retornam para seus entes queridos e Omo pede desculpas e faz as pazes com o Doutor. Omo se aposenta e deixa o Barbeiro encarregado da administração da loja, enquanto Abena parte para viver sua vida. O Doutor e Belinda partem enquanto ele lhe conta a história de como conheceu Omo.

## Produção

### Desenvolvimento
"The Story & the Engine" foi escrito por Inua Ellams. EEle foi recomendado pela primeira vez para o trabalho por Ncuti Gatwa. Inicialmente, uma ideia diferente havia sido desenvolvida, mas foi rejeitada por Russell T Davies, o showrunner da série, por ser muito semelhante a outro roteiro que já estava em desenvolvimento para a temporada. Quando esse outro roteirista acabou não conseguindo concluir o script, Davies sugeriu a Ellams que escrevesse uma história ambientada em uma barbearia. Ellams já havia escrito a peça teatral Barber Shop Chronicles, que também se passava em uma barbearia, e afirmou que, embora a peça e o episódio sejam ideias independentes com personagens originais, ele as vê como tendo um "tecido conectivo" por seus conceitos subjacentes.
A ideia para o Barbeiro surgiu para Ellams depois que ele soube que o termo para "escritor fantasma" em francês era "le nègre" (lit.  "negro"). Ele decidiu expandir esse conceito criando um antagonista africano que havia escrito histórias para as massas e nunca recebeu crédito por seu trabalho. Posteriormente, isso foi conectado à figura de Anansi, personagem mitológico da África Ocidental conhecido por sua relação com contos e narrativas. O roteirista também considerou o episódio como uma "obra complementar" ao episódio de 2024 "Dot and Bubble". Em determinado momento, houve preocupações sobre se o antagonista do episódio era ou não "assustador demais". O episódio explora temas como "identidade, deslocamento e destino".

### Elenco
Com exceção das cenas de flashback, o episódio conta com um elenco inteiramente formado por pessoas BIPOC. Ncuti Gatwa e Varada Sethu estrelam como o Décimo quinto Doutor e sua acompanhante, Belinda Chandra, respectivamente. Ariyon Bakare interpreta "o Barbeiro", Sule Rimi aparece como o dono da barbearia, enquanto Stefan Adegbola, Jordan Adene e Michael Balogun interpretam clientes. Michelle Asante também interpreta Abena. Bakare esperava construir seu personagem com inspirações no conto folclórico de Anansi e na figura bíblica de Sansão. Rimi e Balogun já haviam trabalhado com o roteirista Inua Ellams anteriormente, ambos atuando na peça Barber Shop Chronicles. Rimi também apareceu no episódio "Aliens of London" (2005) como um membro da UNIT, enquanto Bakare interpretou Leandro em "The Woman Who Lived" (2015).
Ellams faz uma participação especial no episódio, após ter feito uma brincadeira sobre aparecer nele durante uma reunião. Jo Martin reprisa seu papel como a Doutora Fugitiva. O showrunner da série, Russell T Davies, declarou que, como o episódio explora a etnia do Doutor, "parecia que Jo Martin estava faltando", e ele queria "reconhecê-la" e mostrar que "ela ainda existe". Além disso, todos os intérpretes anteriores do Doutor aparecem por meio de imagens de arquivo. O restante do elenco convidado inclui Adrian Pang e Anita Dobson. Sienna-Robyn Mavanga-Phipps reprisa brevemente seu papel como Poppy do episódio "Space Babies" (2024), embora sua aparição para Belinda não seja explicada durante o episódio. Oitenta figurantes foram utilizados na cena do mercado nigeriano.

### Filmagens
O episódio foi dirigido por Makalla McPherson. A equipe de produção inicialmente considerou filmar o episódio em Lagos, na Nigéria, onde a história se passa, mas descobriu que levar todo o elenco e equipe para lá seria caro demais. Em vez disso, um cenário foi construído em um estúdio na Wolf Studios Wales, em Cardiff. No entanto, planos de estabelecimento aéreos foram realmente filmados em Lagos com um drone.
A cena do mercado nigeriano foi filmada na Wolf Studios em 19 de fevereiro de 2024. Apenas um dia de filmagem foi reservado para essa cena, antes que o estúdio começasse a ser transformado no exterior da barbearia e dos becos. A parte de trás da barbearia e a sala do motor foram construídas em outro estúdio separado. Vários consultores nigerianos estiveram envolvidos em diversas áreas da produção para garantir uma representação autêntica dos cenários, penteados e idiomas falados.

## Transmissão e recepção

### Transmissão
| Críticas profissionais:       | Críticas profissionais: |
| Pontuações agregadas          | Pontuações agregadas    |
| Fonte                         | Avaliação               |
| ----------------------------- | ----------------------- |
| Rotten Tomatoes (Tomatometer) | 89%                     |
| Avaliações da crítica         |                         |
| Fonte                         | Avaliação               |
| The A.V. Club                 | A-                      |
| Bleeding Cool                 | 10/10                   |
| GamesRadar+                   | [ 19 ]                  |
| IGN                           | 7/10                    |
| Radio Times                   | [ 21 ]                  |
| Vulture                       | [ 22 ]                  |

"The Story & the Engine" foi lançado simultaneamente às 8h (BST) no BBC iPlayer no Reino Unido e no Disney+ no resto do mundo em 10 de maio de 2025. Uma transmissão na BBC One ocorreu mais tarde naquele dia.

### Audiência
O episódio foi visto por 1,59 milhões de pessoas durante a noite de estreia, um aumento em relação ao episódio anterior.

### Recepção crítica
No site agregador de críticas Rotten Tomatoes, 89% das 9 resenhas dos críticos são positivas. Stefan Mohamed, escrevendo para o Den of Geek, respondeu positivamente ao episódio, elogiando o uso da etnia do Doutor, o roteiro de Ellams, os cenários e sua atmosfera única, mas criticou as ideias excessivamente complexas e a falta de riscos discerníveis. Will Salmon, escrevendo para o GamesRadar+, citou o episódio como "um dos mais originais e ambiciosos que a série produziu em anos", destacando a maneira única com que a história foi contada. Robert Anderson, escrevendo para o IGN, destacou a história e a premissa do episódio, embora tenha criticado a dependência da narrativa em divindades, achando esse elemento saturado devido ao número de entidades divinas que apareceram em episódios recentes. Adi Tantimedh, escrevendo para o Bleeding Cool, elogiou o episódio, destacando a atuação de Bakare, a apresentação única do episódio, bem como a caracterização e a maneira como o Doutor foi escrito.
Ryan Woodrow, escrevendo para o Newsweek, afirmou que, embora tenha gostado do ato final do episódio, achou que este precisava de um foco mais restrito; ele acreditou que os riscos não estavam bem definidos até a metade do episódio, o que poderia confundir os espectadores, e que os homens presos na barbearia "se apagaram em segundo plano" depois que os riscos foram estabelecidos. Ele também criticou a inclusão da Doutora Fugitiva.